# Survival International
Survival International is een mensenrechtenorganisatie opgericht in 1969 die zich wereldwijd inzet voor de rechten van inheemse bevolkingsgroepen en geïsoleerde volkeren en deze probeert te helpen hun eigen toekomst te bepalen. Haar campagnes zijn doorgaans gericht op de strijd die volksstammen moeten leveren om het behoud van hun voorouderlijke land, hun cultuur en hun levenswijze. Een belangrijk instrument hierbij is het mobiliseren van de publieke opinie, maar tevens wordt een beroep gedaan op internationale rechtsverdragen zoals ILO 169 van de Internationale Arbeidsorganisatie.
De mensen waarvoor Survival International zich inzet behoren volgens haar tot "de meest kwetsbaren op aarde". Een belangrijke doelstelling is mensen door voorlichting af te brengen van misvattingen die mensenrechtenschendingen van inheemse volken helpen rechtvaardigen. Inheemse volken worden niet enkel bedreigd door de ambities van bedrijven en overheden maar ook door goede bedoelingen die gebaseerd zijn op de opvatting dat "vooruitgang" of "ontwikkeling" desnoods afgedwongen moet worden. Survival vindt dat hun onconventionele levenswijze niet primitief kan worden genoemd, maar eerder een model van duurzaamheid presenteert, in een milieu waarvan zij (en wij) een deel zijn, en dat ze een rijke cultuur bezitten waar we van kunnen leren (interculturaliteit). Het hoofdkantoor van Survival International staat in Londen, en afdelingen zijn gevestigd in Berlijn, Madrid, Milaan, Parijs en San Francisco. Sinds 1984 is Stephen Corry algemeen directeur van Survival International.

## Geschiedenis
Survival International werd opgericht in 1969 in Groot-Brittannië door Edward Goldsmith en de beroemde ontdekkingsreiziger en natuurbeschermer Robin Hanbury-Tenison. Aanleiding was een krantenartikel van Norman Lewis in de Sunday Times waarin hij de aandacht vestigde op de massamoorden, diefstal van land en genocide op inheemse volken die werden gepleegd in het Amazonegebied van Brazilië.
Survival maakte als een van de eersten gebruik van grootschalige briefschrijfacties en informatiecampagnes voor een breed publiek in alle delen van de wereld, zoals in Siberië, Canada en Kenia. Door dit soort campagnes werden regeringen diverse malen overgehaald om hun beleid te veranderen ten aanzien van de rechten van de plaatselijke inheemse volken. In 2000 werd deze campagnemethode succesvol aangewend om de regering van India, die dagelijks 150 tot 200 brieven ontving van Survival sympathisanten, te doen afzien van hun plan om de geïsoleerd levende Jarawa (Andamanezen) uit hun stamgebied te verdrijven. Kort hiervoor kondigde de gouverneur van West Siberië, enkele weken nadat Survival hierover publiceerde, een vijfjarig verbod af op olieboringen in het gebied van de Chanten. Survival was ook de eerste organisatie die de aandacht vestigde op de vaak destructieve gevolgen van projecten van de Wereldbank. Deze projecten behoren volgens deskundigen nog steeds tot de belangrijkste veroorzakers van leed in veel arme landen.
Survival is de enige internationale organisatie die vanwege haar inzet voor de belangen van stammengemeenschappen prijzen heeft ontvangen, zoals de Zweedse Right Livelihood Award die ook wel bekendstaat als de alternatieve Nobelprijs, de Spaanse 'Premio Leon Felipe' Premio en de Italiaanse 'Medaglia della Presidenza della Camera dei Deputati'.

## Structuur en doelstellingen
Survival zet zich in voor de rechten van inheemse stammen en volken op verschillende niveaus: voorlichting en bewustmaking, rechtsbijstand en campagnes die gericht zijn op specifieke gevallen. Door relaties aan te knopen met plaatselijke inheemse organisaties wordt hen een podium geboden om zich te richten tot de wereld. Voorlichting is vooral gericht op het publiek in de westerse wereld. Het doel hiervan is mensen "af te brengen van de misvatting dat stammengemeenschappen primitieve overblijfselen zijn uit het verleden die onvermijdelijk ten onder zullen gaan door de 'vooruitgang' ". Survival International probeert het westerse publiek respect bij te brengen voor hun cultuur en duidelijk te maken waarom het behoud van hun levenswijze juist nu van groot belang is.
Survival wordt gesteund door vrijwilligers en donateurs in 82 landen. In alle delen van de wereld, in een groot aantal talen, publiceert Survival boeken, dvd's en ander voorlichtingsmateriaal. Survival is officieel geregistreerd in het Verenigd Koninkrijk, in Frankrijk, Italië en in Spanje als charitatieve instelling en in de Verenigde Staten zijn donaties vrijgesteld van belasting. In Nederland is Survival door de belastingdienst aangewezen als een algemeen nut beogende instelling (ANBI).
Om volledig onafhankelijk te kunnen werken wijst Survival principieel overheidssubsidie af en is ze voor steun volledig toegewezen op bijdragen van het publiek. Veldwerk in het kader van de diverse campagnes wordt uitgevoerd door vaste medewerkers van Survival en van enige vorm van sponsoring van vrijwilligers is geen sprake. Projecten worden in nauwe samenwerking met de betrokken stammen uitgevoerd.

## Stammen
Momenteel zijn er, verspreid over 60 landen, 150 miljoen mensen die in stamverband leven. Hiertoe behoren minstens 70 stammen die geen contact hebben met de buitenwereld. De meeste van hen zijn slachtoffers van vervolging en worden collectief in hun bestaan bedreigd door ziektes, gedwongen verhuizing omwille van houtkap en mijnbouw, en verdrijving door kolonisten. Survival International probeert deze bedreigde stammen overal ter wereld steun te bieden. In Amerika, Afrika en Azië worden permanent campagnes gevoerd. De keuzes die Survival hierbij moet maken hangen af van uiteenlopende factoren zoals de betrouwbaarheid van de informatie, de ernst van de situatie waarin de stam zich bevindt, de waarschijnlijkheid van succes, het mogelijk positieve effect op andere regio's, en radicale afstemming op de wensen van de betrokkenen zelf.
Volgens Survival International worden hun landeigendomsrechten, hoewel erkend volgens het internationale recht, in de praktijk met voeten getreden. Stammen zijn het slachtoffer van een invasie van olie-, mijnbouw en houtexploitatie bedrijven en veeboeren. Voor de realisering van 'ontwikkelings' projecten zoals stuwdammen en wegen, natuurgebieden en wildparken gaan de autoriteiten soms zelfs over tot deportatie. In haar voorlichtingscampagnes beklemtoont Survival International dat achter de economische belangen, die hebben geleid tot de exploitatie van het land van inheemse volksstammen, het probleem schuil gaat van onwetendheid en racisme waardoor veel mensen deze stammen beschouwen als achterlijk en primitief. Survival gelooft dat op lange termijn verandering het best is te bewerkstelligen met behulp van de publieke opinie (communis opinio).
De invloed die de buitenwereld heeft op het bestaan van deze volken en op het voortbestaan van hun cultuur kan enkel omschreven worden als bijzonder dramatisch. In Siberië kunnen slechts 10% van de volksstammen leven als nomaden, terwijl 30 jaar geleden dat nog voor 70% van hen mogelijk was. In Brazilië - waar zich volgens Survival de meerderheid, waarschijnlijk meer dan 50, bevindt van de niet gecontacteerde stammen - worden 110 talen gesproken door gemiddeld slechts 400 personen. Een aantal onderzoekers, zoals de taalwetenschapper Daniel Everett, interpreteren dit als een fundamentele bedreiging voor het bestaan van mensen, omdat het vermogen van mensen om de werkelijkheid op hun eigen unieke manier te ervaren gebaseerd is op het bezit van een eigen taal. Daarom behoren alle talen tot ons gemeenschappelijke erfgoed. Taalpsycholoog Ranka Bjeljac-Babic heeft gewezen op het verband tussen de aantasting van biodiversiteit en een gebrek aan culturele diversiteit. De bedreigingen waaraan de gebruiken en tradities van inheemse volken zijn onderworpen, maken deel uit van de grotere bedreiging voor het leven zelf die zijn historische wortels heeft in de begintijd van het kolonialisme. In haar rapport,' Vooruitgang kan Dodelijk zijn', wijst Survival International op het feit dat tijdens de kolonisatie van Amerika en Australië door de Europeanen 90% van de gehele inheemse bevolking werd weggevaagd. De dreiging van genocide duurt voort tot op de dag van vandaag.
Survival gelooft principieel dat inheemse volksstammen slechts kunnen overleven als het recht om hun eigen land te behouden wordt gerespecteerd. De mate waarop hun mensenrechten en vrijheid worden geëerbiedigd is afhankelijk van het land waarin zij zich kunnen handhaven en ontwikkelen overeenkomstig hun eigen cultuur. Aantasting van deze bestaansvoorwaarde bedreigt hun vermogen om op een duurzame wijze te leven in hun natuurlijke omgeving.

## Campagnes
Survival International voert campagne voor geïsoleerd levende stammen in Peru, in Brazilië, India en Papoea (Irian Jaya) en voor ongeveer 30 volksstammen in verschillende landen in Zuid-Amerika, Afrika en Azië.
Een bedreiging die alle stammen treft waarvoor Survival campagne voert is de vaak illegale inbezitneming van hun grondgebied ten behoeve van de exploitatie van natuurlijke rijkdommen. Dit leidt steevast tot gedwongen verhuizing, verlies van duurzame verbanden met hun natuurlijke omgeving en het verlies van hun traditionele levenswijze. Doorgaans gaat dit gepaard met ziektes als gevolg van contact met buitenstaanders waarop hun immuunsysteem niet is voorbereid. Dit voldoet om gehele volken uit te roeien. De meeste stammen, zowel in Zuid-Amerika, Afrika, Zuid-Azië als in Australië, hebben ook zwaar te lijden van houtkap en grootschalige veehouderij.
Survival International wijst in haar campagnes tegen activiteiten die de traditioneel inheemse levenswijzen bedreigen ook op het werk van missionarissen. De Arhuaco, Ayoreo, Aboriginals, Innu en diverse stammen in Papoea hebben allemaal te lijden gehad van rechtstreekse aanvallen op hun cultuur. Survival onderkent dat hier edele motieven aan ten grondslag kunnen liggen, maar wijst erop dat de gevolgen doorgaans vernietigend zijn. Kinderen van de Chanten in westelijk Siberië en van de Wanniyala-Aetto op Sri-Lanka zijn ontvoerd om ze op te voeden in een vreemde cultuur met vreemde godsdiensten. Op lange termijn slagen dit soort initiatieven erin om inheemse groepen van mensen te assimileren en te vernietigen. Een vergaande vorm van cultuurimperialisme, waarvan vooral de Dajaks en de Papoea's het slachtoffer zijn, werd tot voor kort bedreven door de regering van Indonesië die de grootschalige transmigratie (transmigrasi) van Javanen naar Kalimantan en Irian Jaya organiseerde.
Men kan spreken van genocide als gevolg van ziektes en van honger door diefstal en vernietiging van hun vruchtbare grond en leefomgeving. Maar inheemse volken zijn ook het slachtoffer geworden van meer of minder georganiseerde vormen van massamoord. Op de meeste stammen in Zuid-Amerika, zoals de Awá, Akuntsu, Guarani en de Yanomami, zijn bij het eerste contact moordaanslagen gepleegd door werknemers van multinationale bedrijven, veeboeren en door beroepsmoordenaars. Stammen in Afrika en in Azië daarentegen zijn zwaar getroffen door golven van moordaanslagen door de overheid. Survival International heeft, om aan te tonen dat deze bedreigingen daadwerkelijk kunnen resulteren in de genocide van een geheel volk, gewezen op de Akuntsu stam waarvan nog maar 5 mensen over zijn.
Survival International vraagt ook aandacht voor het toenemend aantal zelfdodingen als gevolg van de vele vormen van inmenging in hun cultuur en de rechtstreekse vervolging van stammen zoals de Innu in Canada, de Australische Aborigines en de Guarani in Brazilië. De gedwongen verplaatsingen hebben een bijzonder traumatisch effect. Vele stamleden verkeren in een staat van wanhoop doordat ze in een wezensvreemde omgeving zijn terechtgekomen, waar ze veroordeeld zijn tot een nutteloos leven, en waar ze met racistische verachting behandeld worden door hun nieuwe buren. Andere sociale gevolgen van deze verplaatsingen zijn het veelvuldig voorkomen van alcoholisme en zinloos geweld. In campagnes is gewezen op soortgelijke gevallen bij de Innu, Mursi, Bodi, Konso en de Wanniyala-Aetto. Leden van volksstammen zijn ook bijzonder kwetsbaar voor seksuele exploitatie. Survival heeft rapporten opgesteld waarin gewag wordt gemaakt van de verkrachting van meisjes en vrouwen van de Penan, van stammen in West-Papoea, van de Jumma en Jarawa, door medewerkers van bedrijven die hun gebied binnendringen.
De rol van de overheid in deze gebieden is wisselend. De meeste stammen in Brazilië zijn wettelijk beschermd, maar dit stuit op weerstand in politieke kringen en in het plaatselijke bestuur waar bedrijven die de inheemse stammen bedreigen in hun bestaan kunnen rekenen op vergaande steun. In Afrika zijn de Bosjesmannen en andere stammen onderworpen aan mishandeling en marteling om ze te verdrijven. Bij de Noeba in Soedan en de Jumma in Bangladesh nam men zelfs zijn toevlucht tot moord. Soms bieden overheden, zonder dat de stammen hierom hebben gevraagd, compensatie aan, onder de noemer van ontwikkeling.

## Media
In de loop der jaren heeft Survival International, dankzij haar campagnes en dankzij het werk van vrijwilligers, regelmatig aandacht gekregen in de media. Bekende persoonlijkheden hebben hun steun betuigd, zoals de Amerikaanse acteur Richard Gere die het opnam voor de Jumma in Bangladesh, Julie Christie die op de Britse radio een oproep deed om de Khanty in Siberië te steunen, Dame Judi Dench die waarschuwde voor de dramatische situatie van de Arhuaco in Colombia, en de Britse acteur Colin Firth die zich uitsprak tegen de verdrijving van een Bosjesmannenstam in Botswana.
Niet alle media hebben zich positief opgesteld. In een krantenartikel werd twijfel geuit over een verslag van Survival over een geïsoleerd levende niet gecontacteerde stam in Peru die was vergezeld van een foto waarop stamleden te zien waren die pijlen afschoten op een vliegtuig. Na een verhitte discussie die enkele maanden voortsleepte, waarbij zelfs gedreigd werd Survival wegens laster voor de rechter te dagen, moest de krant, The Observer, in augustus 2008 toegeven dat ze het in haar artikel bij het verkeerde eind had.
Een andere kwestie is hoeveel aandacht de media moeten schenken aan de zienswijze van Survival. De regering van Botswana, met wie Survival al tijden lang gebrouilleerd is over de positie van de Bosjesmannen, heeft de klacht geuit dat de belangrijkste media bij lange na niet zoveel aandacht hebben besteed aan hun versie van het verhaal als aan dat van hun opponent. Deze klacht volgde op een artikel waarin werd beweerd dat de regering van Botswana " alle afdelingshoofden van de nationale omroepen heeft geïnstrueerd om iedere kritische reportage over de omstreden verplaatsingen van Bosjesmannen in het Central Kalahari Game Reserve (CKGR), krachtig te weerspreken middels positief getoonzette regeringsverklaringen."
Survival International informeert belangstellenden en sympathisanten hoe zelf via diverse media te helpen bij specifieke acties en bij te dragen aan de bewustwording van het publiek over de rechten van inheemse volken.